# 쥘 게드

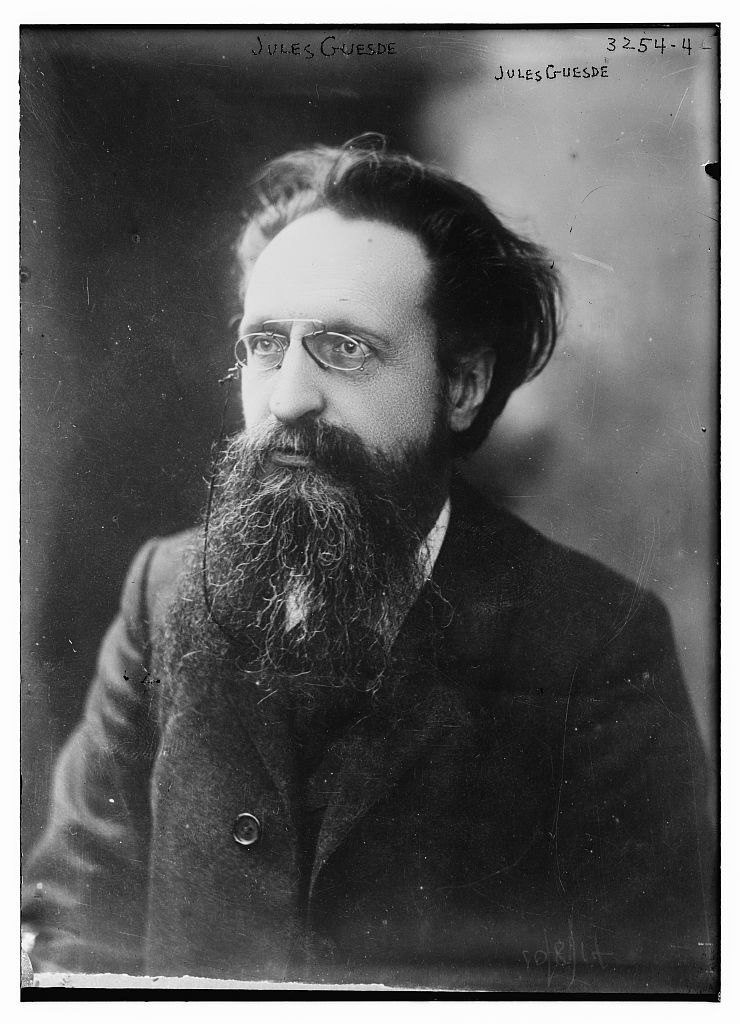

쥘 게드(프랑스어: Jules Guesde [ʒyl ɡɛːd][*]: 1845년 11월 11일-1922년 7월 28일)는 프랑스의 사회주의 언론인, 정치인이다.
본명은 쥘 바지유(Jules Bazile). 파리 생루이섬에서 태어났다. 내무부 사환으로 경력을 시작했으며, 제2제정 시절 공화주의 신문에 글을 기고하면서 모친의 성을 차용한 “쥘 게드”를 가명으로 사용하기 시작했다. 보불전쟁 발발 당시 몽펠리에에서 『인간의 권리』(Les Droits de l'Homme )지를 편집하고 있었다. 이후 신문지상에서 파리 코뮌을 옹호했다가 기소당해 1871년 스위스 제네바로 망명했고, 거기서 마르크스의 저작을 접했다.
1876년 프랑스로 귀국하여 프랑스 최초의 마르크스주의자들 중 하나가 되었다. 1878년 파리에서 열린 제1차 제2인터내셔널 대회에 참여했다가 체포되어 6개월간 구금되었다. 1879년, 게드는 옥중에서 프랑스 사회주의노동자 대회에서 절대다수로 통과된 결의안의 초고를 작성했다. 『인간의 권리』 외에도 『민중의 외침』(Le Cri du peuple), 『사회주의지』(Le Socialiste) 등 사회주의 언론 편집일을 했는데, 가장 유명한 것은  『주간 평등』(Égalité)이었다.
게드는 폴 라파르그와 친했고, 라파르그를 통해 그의 장인 카를 마르크스와도 알게 되었다.  게드는 마르크스, 라파르그와 함께 1880년 르아브르에서 열린 프랑스노동자당 전국대회에서 채택된 강령을 작성했다. 그러나 이듬해 랭스에서 열린 대회에서 게드의 정통마르크스주의 강령은 “가능주의자”들의 반대를 받았다. 가능주의자들은 폴 브루스, 브누아 말롱 등의 개량주의 정책에 대한 게드의 비타협적 태도를 거부했다.
이 견해차는 생테티엔 대회에서 분열로 발전했다. 자본주의 정부와의 모든 타협을 거부하는 사람들은 게드를 중심으로 파벌을 형성했고, 개량주의자들도 여러 파벌을 형성했다. 1893년, 게드는 기독교사회주의자 후보와 급진주의자 후보들을 압도하며 루베 지역구의 하원의원으로 선출되었다. 1902년 게드는 낙선했으나 1906년 다시 선출되었다. 1903년 랭스 대회에서 프랑스 사회당의 모든 제정파가 모여 공식적으로 화해했다. 모든 사회주의적 정파들은 1905년 제2인터내셔널의 프랑스 지부인 노동자 인터내셔널 프랑스 지부(SFIO)로 통일되었다. 그럼에도 불구하고 게드는 한 부르주아 정당에 대항하기 위해 다른 부르주아 정당을 지지할 수 있다고 한 장 조레스의 개량주의적 정책을 계속 반대했다. 게드는 1900년부터 이미 사회주의자가 “부르주아” 정부에 참여하는 문제를 두고 조레스와 의견을 달리했다. 한편 집회결사의 자유를 옹호하다 보니 에밀 콩브의 정교분리법을 반대하는 종교계 집회도 지지했다.
1907년 6월 11일 랑그도크 포도농장의 난이 일어나자 게드와 조레스는 하원에서 함께 포도농장의 국유화를 제안하는 법안을 제출했다.
제1차 세계대전이 발발하자 게드는 비타협적 사회주의를 포기했다. 개량주의자였던 조레스가 오히려 반전운동에 힘쓰다 1914년 8월 암살당한 반면, 게드는 르네 비비아니의 거국일치내각에 무임소장관으로 입각하여 1916년까지 재임했다. 이 기간 동안 게드는 애국주의적이고 민족주의적인 태도를 취했다. 휴전 이후 투르 당대회에서 절대다수가 공산주의 인터내셔널(제3인터내셔널)에 가맹할 것을 결의하고 탈당, 프랑스 공산당의 전신인 공산주의 인터내셔널 프랑스 지부를 만들었지만 게드는 레옹 블룸, 장 롱게와 함께 제2인터내셔널 잔류를 선택했다. 블라디미르 레닌은 게드를 비난했다.